# Johan Fredrik Meyer

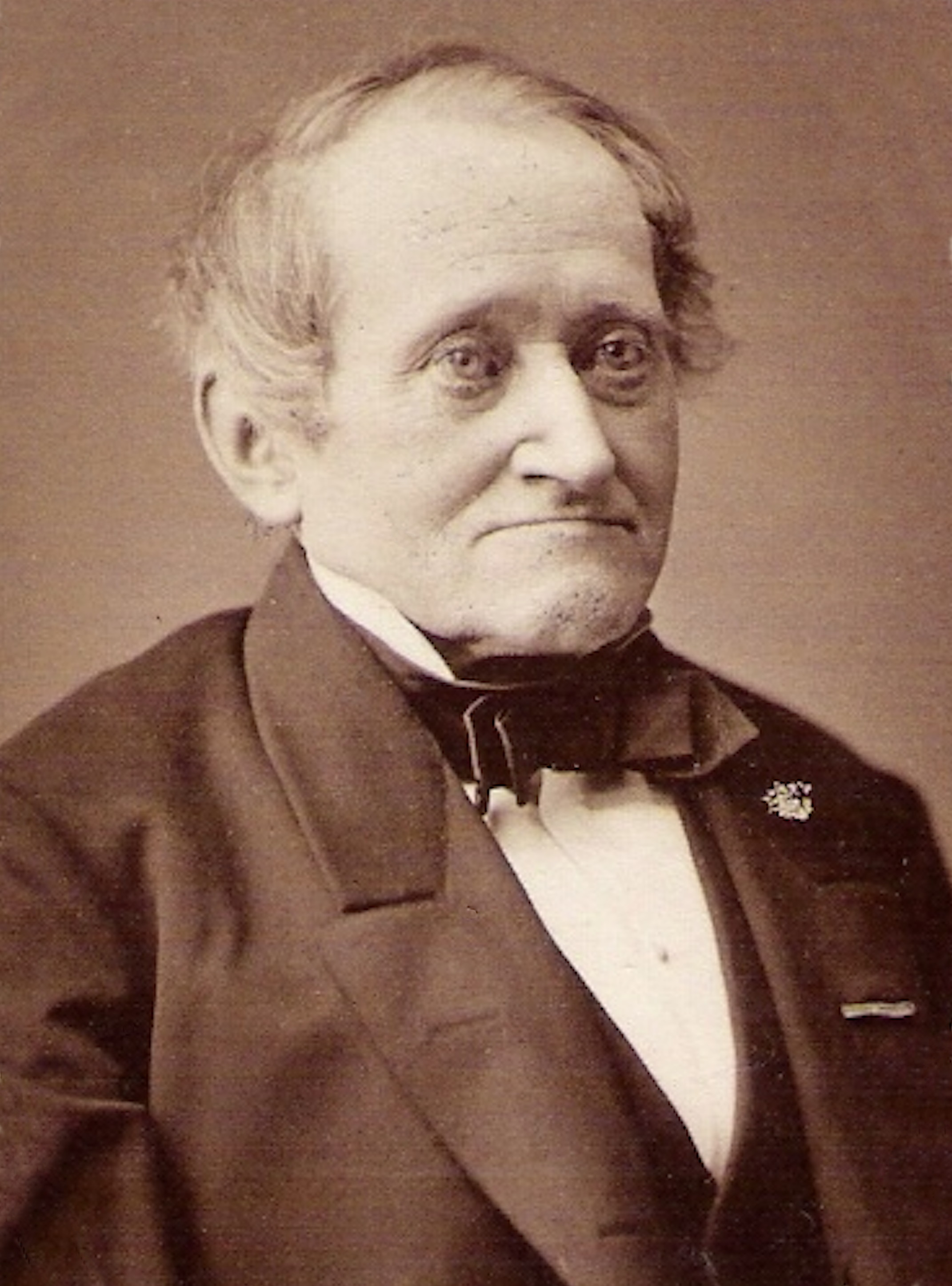
J.F. Meyer omkring 1870.

Johan Fredrik Meyer (ofta förkortad J.F. Meyer), född 6 januari 1806 i Havelberg, Brandenburg, Tyskland, död 17 december 1893 i Stockholm, var en tysk-svensk grafiker och tryckare. Meyer skapade 1855 Illustrerad Tidning, Sveriges första illustrerade veckotidning som utkom regelbundet. Han var far till konstgjutaren Otto Meyer och grafikern Wilhelm Meyer samt litografen och tecknaren Fritz Meyer.

## Biografi

### De tidiga åren
J.F. Meyers föräldrar var murargesällen Johann Friedrich Meyer och Catharina Elisabeth Rosenthal (1814–1896). I augusti 1839 gifte han sig i Hamburg med  Catharina Theresia Rosenthal (1814-1896). Paret fick elva barn. Till en början fick Meyer privatlektioner i frihandsteckning och gavs 1822 möjlighet att börja sina studier vid Akademie der Künste i Berlin. Han var då endast 16 år gammal och inackorderad i staden. Efter studietiden började han intressera sig för färglitografi, en teknik som då låg i sin linda. Han rörde sig mellan Hamburg och Bremen och utförde en del litografier efter egna teckningar.

### Första tiden i Stockholm
Genom goda kontakter med svenskar beslöt han på sommaren 1840 att tillsammans med vännen Julius Ortgies resa till Sverige för att sondera marknaden för litografisk tryckeriverksamhet. 1841 startade de sedan stentryckerifirman J.F. Meyer & Co, delvis finansierad av Ortgies far. Redan 1842 blev de ovänner och Ortgies drog sig ur kompanjonskapet.
Avgörande för firmans framgångar var goda kontakter med inflytelserika personer vid hovet och i vetenskaps- och konstakademierna, bland dem Jöns Jacob Berzelius och Fredrik Blom som rekommenderad Meyer för kung Karl XIV Johan. Han fick därefter uppdrag från kungliga hovet och tryckte kungaporträtt, kartor, brevpapper, menyer, broschyrer, affischer, programblad och liknande och titulerade sig "Kunglig Hofstentryckare". 1848 utförde han de allra tidigaste färglitografierna i Sverige. Det rörde sig om sex färgplanscher till boken ”Chinas handel, industri och statsförfattning” utgiven av Carl Fredrik Liljevalch.
- Färgplanscher till Chinas handel, industri och statsförfattning, 1848

"Färgplanscher
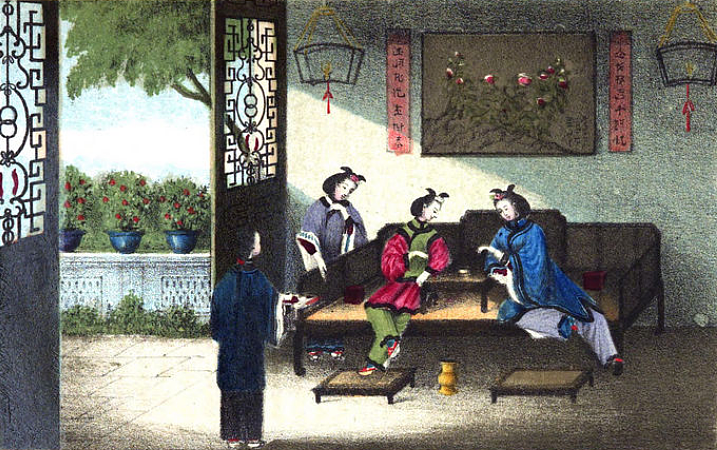
Chinesiskt rum med tre unga damer.
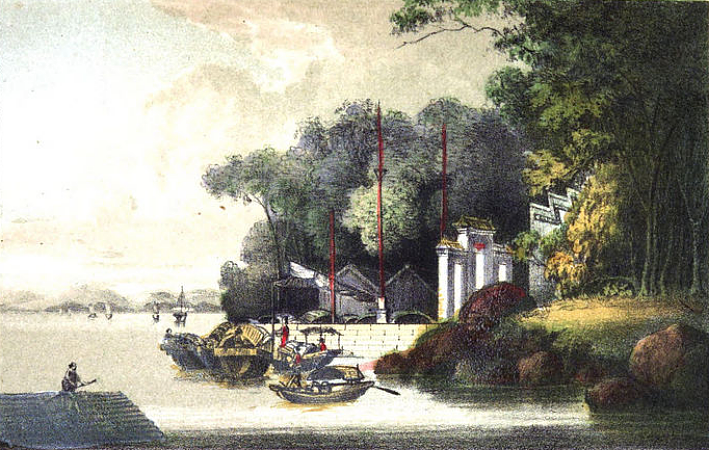
Tempel vid Macao.
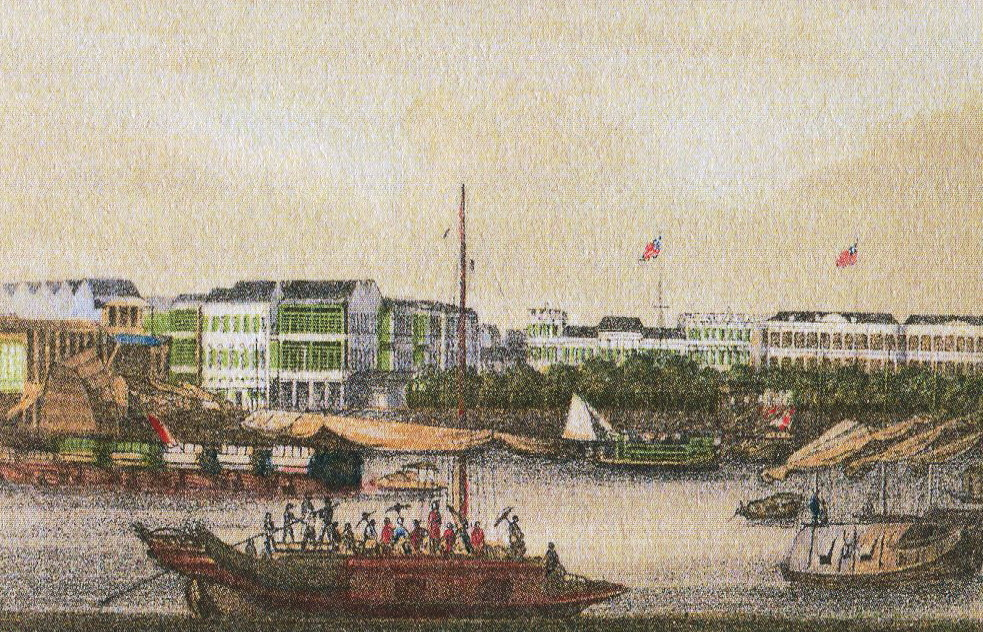
Utländska faktorier i Canton.
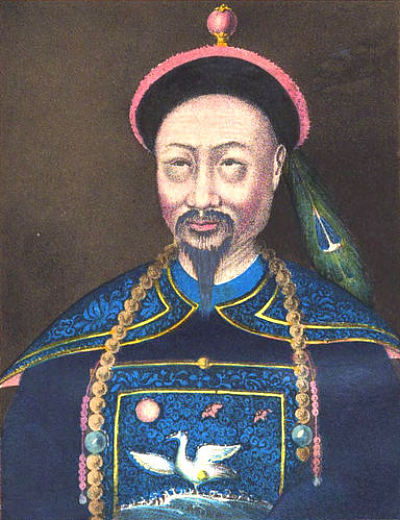
Tsi-Yeng, vicekonung av Canton.

### Illustrerad Tidning

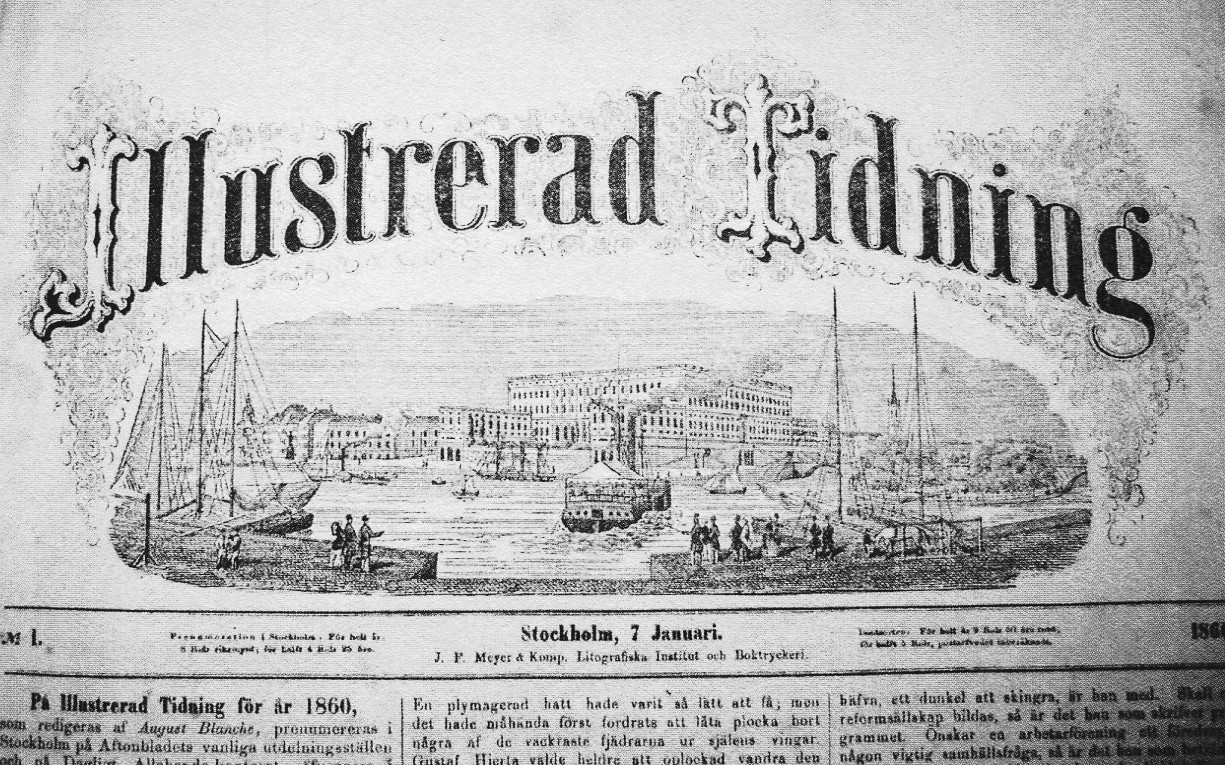
Illustrerad Tidning, 7 januari 1860.

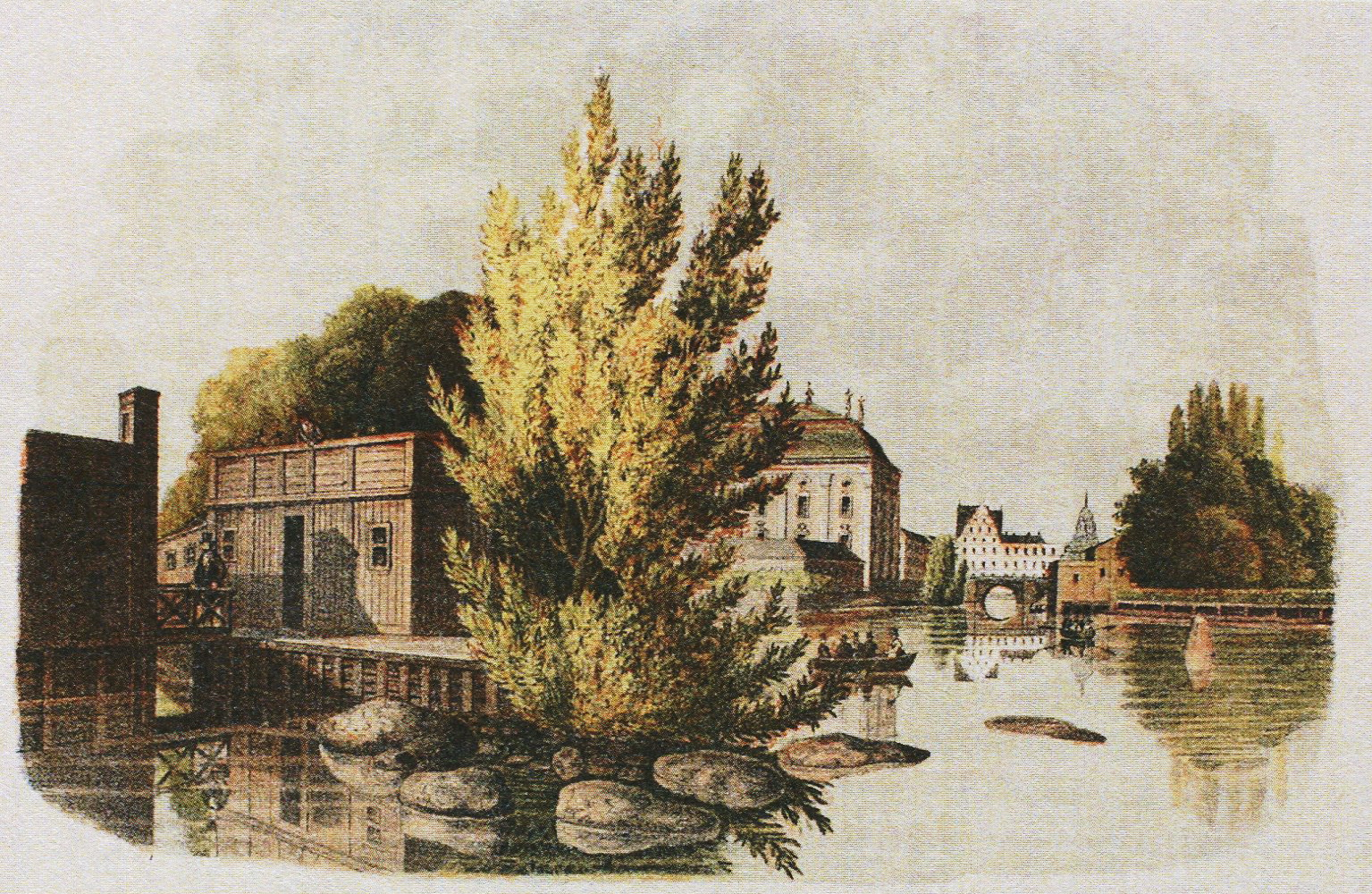
"Strömsborg och Riddarhuset", färgbilaga i Illustrerad Tidning 1859.

Under Krimkriget (1853-1856) trycke Meyer bland annat fältherreporträtt och kartor över frontförflyttningarna för Rudolf Wall (sedermera grundare av Dagens Nyheter) som bifogades Walls tidning Friskytten. Som reportagetecknare besökte Meyer även krigsskådeplatsen Bomarsund på Åland. Kriget blev en utlösande faktor att starta en egen tidning där man kunde trycka reportage om skeendet. Genom ett samarbete med läraren Per Erik Svedbom skapades så 1855 veckotidningen Illustrerad Tidning.
Tidningen var inte den första i Sverige som innehöll illustrationer men blev den första som utkom regelbunden och publicerade riklig med bilder från in- och utlandet. De senare hämtades ofta från The London Illustrerad News som var förebilden. Tidningen kom ut på lördagar och kostade åtta riksdaler för en helårsprenumeration. Antal sidor pendlade mellan fyra och åtta. Upplagan gick aldrig över ett par tusen exemplar, som mest drygt 3 500 i landsorten och ytterligare några tusen i Stockholm. Efter 1861 innehöll bladet även en annonsbilaga, troligen den första i svensk presshistoria.
Sin glansperiod hade tidningen under August Blanches redaktörstid åren 1857-1865. Han publicerade där en rad av sina populära noveller, aktuella krönikor och liknande. Illustrerad Tidning fick dock 1865 konkurrens av den mera framgångsrika Ny Illustrerad Tidning som startades av Norstedts förlag och där även August Blanche kom att publicera sina artiklar.

### Konkurs och slutet
Meyer försökte 1867 förgäves en förnyelse under namnet Illustrerad tidning, den gamla. Det slutade dock med konkurs samma år som inkluderade alla privata tillgångar, även hustrun Thereses. Intriger och avund bidrog troligen till tidningens slut. Därefter återstod för Meyer att trycka böcker, han tog tillfälliga uppdrag och utförde beställningar från hovet. I maj 1884 lade han ner verksamheten för gott. 
Familjen Meyer flyttade många gångar i Stockholm. Den sista adressen var Oxtorgsgatan 5, här levde J.F. Meyer med hustru och några barn och något barnbarn. Av Meyers minnesanteckningar framgår en viss bitterhet över samtidens småaktighet vid bedömningen av hans framstående insatser inom svensk tryckerikonst. Han fann sin sista vila på Norra begravningsplatsen.

## Övrigt
J.F. Meyer finns representerad vid bland annat Nationalmuseum i Stockholm.

## Referenser

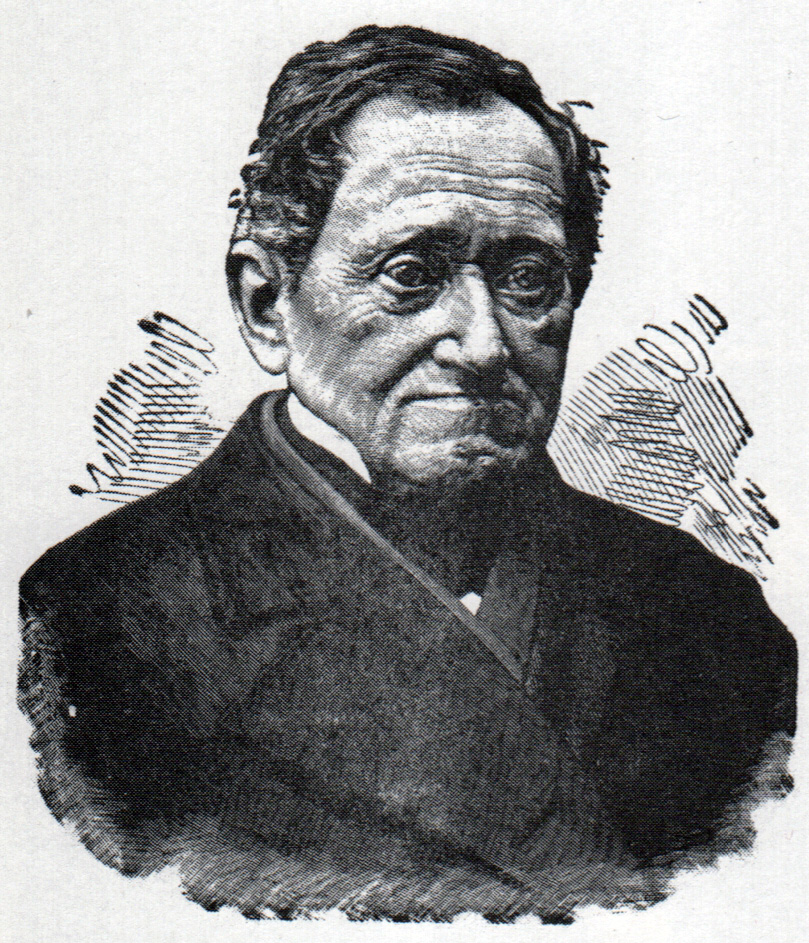
J.F. Meyer xylografi av sonen Wilhelm Meyer efter ett fotografi från 1875. Tryckstocken donerades till Grafikens hus i Mariefred och förstördes vid branden 2014.